# Матисовы бани
Мати́совы бани (Сухарные) — бани на Матисовом острове Санкт-Петербурга, работавшие с середины XIX века.

## История
Бани на Матисовом острове работали в середине XIX века, их обслуживали девять банщиков и трое чернорабочих. 
В 1887 году здание бань было перестроено архитектором В. Курзановым по заказу А. Гурдина.
От бань произошло название Банного моста через реку Пряжку.
Здание бань располагалось по адресу: Набережная реки Пряжки, д. 7 / Матисов переулок, д. 1/3. Снесено в 2005 году под застройку.